# Neochmia temporalis
Neochmia temporalis е вид птица от семейство Estrildidae. Видът е незастрашен от изчезване.

## Разпространение
Разпространен е в Австралия.